# 里维耶尔勒布瓦
里维耶尔勒布瓦（法語：Rivières-le-Bois，法語發音：[ʁivjɛʁ lə bwa]）是法国上马恩省的一个市镇，位于该省南部偏东，属于朗格勒区。

## 地理
里维耶尔勒布瓦（47°44'15"N, 5°26'31"E）面积7.14 平方千米，位于法国大東部大區上马恩省，该省份为法国东北部内陆省份，北起马恩省和默兹省，西接奥布省，西南接科多尔省，东南接上索恩省，东临孚日省。
与里维耶尔勒布瓦接壤的市镇（或旧市镇、城区）包括：尚瑟夫赖讷、库布朗、格朗尚、大厄耶、莱洛日、马村、圣布鲁万勒布瓦、维奥洛。

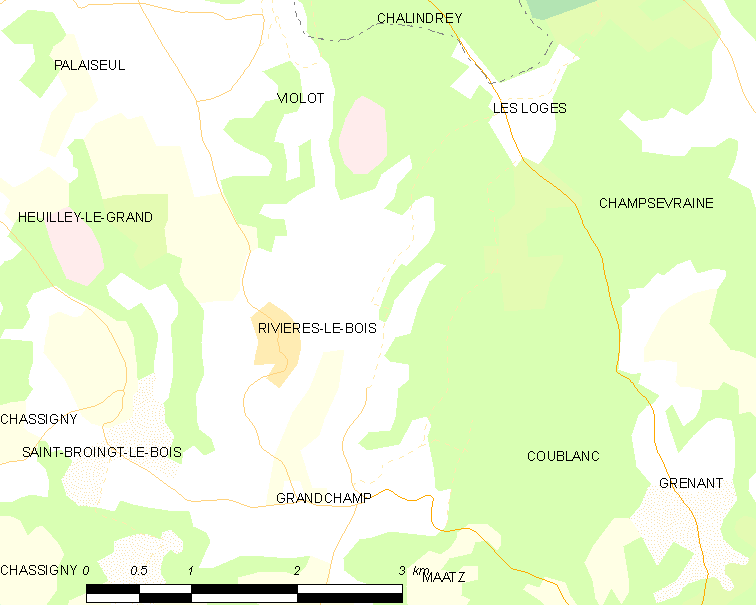
里维耶尔勒布瓦的OSM定位图

里维耶尔勒布瓦的时区为UTC+01:00、UTC+02:00（夏令时）。

## 行政
里维耶尔勒布瓦的邮政编码为52600，INSEE市镇编码为52424。

## 政治
里维耶尔勒布瓦所属的省级选区为沙兰德雷县。

## 人口

1962-2008年间里维耶尔勒布瓦人口变化图示

里维耶尔勒布瓦于2022年1月1日时的人口数量为69人。